# Лоліта (фільм, 1997)
«Лоліта» — американський художній фільм Едріана Лайна, знятий за однойменним романом Володимира Набокова — друга екранізація твору.

## Створення
У 90-ті рр. британський режисер Едріан Лайн услід за Стенлі Кубриком береться за інтерпретацію роману.
Для написання сценарію, більш наближеного до роману, ніж сценарій Кубрика, продюсери картини найняли Стефена Шиффа, дописувача для «The New Yorker», «Vanity Fair» і інших журналів. Це був його перший кіносценарій, але попри це виробники фільму відкинули попередні сценарії досвідченіших сценаристів і режисерів Джеймса Дірдена, Гарольда Пінтера та Девида Мамета.
За словами Шиффа, «з самого початку нам всім було ясно, що це кіно не буде ремейком фільму Кубрика. Навпаки, ми вирішили створити нове бачення ... роману». Також Шифф заявив, що «деякі кіновиробники вважали версію Кубрика „як робити не можна“ та, кепкуючи, пропонували називати її „Квілті“ за надважливість цього персонажу».
На роль Лоліти було переглянуто 2500 акторок, серед яких були, Крістіна Річчі, Мелісса Джоан Харт, Наталі Портман, Надя Ліц. Гумберта міг зіграти Дастін Гоффман чи Ральф Файнс, а Квілті — Жерар Депардьє.
На роль Лоліти  розглядалася Наталі Портман, однак вона відмовилася через незгоду батьків на участь у фільмі про педофілію, та й сама не бажала «цілуватися зі старим».
Головній героїні Лоліті за сценарієм 12 років, акторці ж, яка її грала — Домінік Суейн — на момент зйомок було 15 років. Зважаючи на те, що Домінік Суейн під час зйомок не була повнолітньою, деякі сексуальні сцени грала її доросла дублерка.
Зважаючи на тему педофілії головного героя — Гумберта — фільм зіштовхнувся з проблемами прокату в США, де він відбувся пізніше за Європу, навіть за Росію. Тільки після показу фільму по кабельних мережах «Showtime» він пішов у прокат. 
«Лоліта» отримала змішані відгуки кінокритики, попри те, що гра Айронса і Суейн вразила аудиторію, а фільм був більш наближений до роману, ніж екранізація Стенлі Кубрика. Тільки після прокату фільм було випущено на VHS і DVD компанією Pathé.
У перший тиждень прокату фільм зібрав усього $19 492. Всього фільм приніс $1 060 056 до кінця 1998 року (бюджет картини ж склав $58 000 000).

## Сюжет
1947 року професор французької мови та літератури Гумберт Гумберт, який у 14-річному віці втратв кохану (яка теж у 14 померла від тифу), переїжджає до Нової Англії. Він винаймає кімнату в будинку удови Шарлотти Гейз, яка має 12-річну дочку Долорес (Лоліту). З часом Гумберт закохується в дівчинку, проте боїться заборони на секс із дітьми. Лоліта повідомляє йому, що в нього закохана її мати. Скоро це підтверджується: Шарлотта сповіщає Гумберта, що або вони одружуються, або він має покинути її дім. Гумберт змушений погодитися, бо хоче бути ближче до Лоліти. Він зовсім не кохає Шарлотту й підмішує їй сильнодіюче снодійне, а сам потайки пише в щоденнику, що зв'язок з Шарлоттою йому неприємний, й він його терпить, думаючи про Лоліту.
Під час перебування Лоліти в літньому таборі Шарлотта читає щоденник чоловіка за його відсутності. Коли він повертається, вона в гніві, а він намагається переконати її, що це його літературні нариси. Та вона не вірить брехні. Шарлотта вибігає з будинку й випадково гине під колесами автомобіля. 
Гумберт стає опікуном Долорес. Він забирає її з табору й везе в довгі мандри країною, розважаючи Лоліту. Він не торкається її, боячись покарання, проте Лоліта здогадується про все. Вона розповідає йому про свою близькість з хлопцем під час відпочинку в таборі.
Гумберту постійно здається, що їх хтось переслідує. Він підозрює респектабельного чоловіка з песиком, котрий двічі заговорював з Лолітою й якого вона називала дядечком. Гумберт помічає, як вона затирає записаний Гумбертом номерний знак автівки переслідувача. Вони оселяються в Бердслі, де Лоліта ходить до школи. Вона отримує роль у шкільній виставі, а автором п'єси виявляється Клер Квілті — той самий чоловік з песиком. Долорес кладуть до лікарні з гострою інфекцією, і Квілті, видавши себе за її дядька, забирає її звідти. Так Лоліта зникає з життя Гумберта. 
Гумберт скандалить в лікарні, потім намагається розшукати втікачів, та йому це не вдається. Він пиячить і вправляється в стрільбі з револьвера.
Три роки потому Гумберт отримує від Долорес листа, де вона повідомляє, що одружена, вагітна і потребує грошей. Гумберт привозить їй гроші й розмовляє з нею, поки її чоловік — молодик на ім'я Річард — працює неподалік. Лоліта живе в бідності, але навідріз відмовляється їхати з Гумбертом. 
Вона розповідає, що була не проти переслідування Квілті. Та коли він забрав її, зненавиділа його, бо він виявився не тільки педофілом, а й режисером порнофільмів, які знімав на своєму ранчо й участі в яких вимагав від Лоліти. Вона відмовилася й покинула Квілті, зазнала поневірянь і злиднів. Тепер, зі своїм чоловіком і їхньою майбутньою дитиною вона розпочинає нове життя. Гумберт лишає їй 4 000 доларів й від'їжджає.
Гумберт задумує й здійснює вбивство Квілті, застреливши того в його власному будинку. Потім сідає в автівку й безцільно їде дорогами, поки його не наздоганяє поліція. Він здається без жодного супротиву.
Восени 1950 року Гумберт Гумберт помер у в'язниці, де чекав суду, від серцевого нападу. Долорес Гейз померла при пологах того ж року на Різдво.

## Виконавці ролей
- Джеремі Айронс — Гумберт Гумберт
- Домінік Суейн — Долорес «Лоліта» Гейз
- Френк Ланджелла — Клер Квілті
- Мелані Гріффіт — Шарлотта Гейз
- Рональд Пікап — батько Гумберта

## Нагороди
| Премія, фестиваль                       | Нагорода                                                                                     | Номінант                      | Результат |
| --------------------------------------- | -------------------------------------------------------------------------------------------- | ----------------------------- | --------- |
| Chicago Film Critics Association Awards | Найбагатообіцяюча акторка                                                                    | Домінік Суейн                 | номінація |
| MTV Movie Awards                        | Найкращий поцілунок                                                                          | Домінік Суейн, Джеремі Айронс | номінація |
| Молодий актор                           | Найкраща роль в телевізійному фільмі, пілоті, мінісеріях чи серіях — провідна молода акторка | Домінік Суейн                 | перемога  |
| YoungStar Awards                        | Найкраща роль юної акторки в мінісеріях, зроблених із телевізійного фільму                   | Домінік Суейн                 | номінація |